# Vestfjends Pastorat
Vestfjends Pastorat eller Vroue-Resen-Iglsø-Vridsted-Fly Pastorat er et pastorat i Folkekirken i Viborg Domprovsti, Viborg Stift. Det ligger i  Viborg Kommune, Region Midtjylland. 
Pastoratet blev skabt, da de to pastorater Vroue-Resen og Vridsted-Fly blev slået sammen den 1. januar 2010.
Pastoratet omfatter de fem sogne: Vroue Sogn, Resen Sogn, Iglsø Sogn, Vridsted Sogn og Fly Sogn og betjenes i øjeblikket (pr. 1.12.2009) af to præster: Caspar Wenzel Tornøe (kirkebogsfører) og Jørgen Lomholt Husted.